# Tanult tehetetlenség
Tanult tehetetlenség a pszichológiában az a mentális állapot, mely során az egyén az egymást követő kiszámíthatatlan negatív ingerek hatására feladja, hogy azokat megpróbálja elhárítani, még akkor is ha elkerülhetőek lennének, mert arra a meggyőződésre jut, hogy nem képes ezeket az averzív ingereket befolyásolni. A tehetetlenség legfőbb jellemzői közé tartozik a negatív előfeltételezés a jövőre vonatkozó történésekkel kapcsolatban, reménytelenség és a passzív viselkedés.

## A fogalom megalkotása
A tanult tehetetlenség elméletet az amerikai Martin E. P. Seligman, a Pennsylvaniai Egyetem pszichológusa alkotta meg és fejlesztette tovább az 1960-70-es években. Miközben a klasszikus kondicionálással kapcsolatban folytatott kutatást, véletlenül arra a felfedezésre jutott, hogy a kísérleti során azok a kutyák, melyek kiszámíthatatlanul elektromos sokkokat kaptak, nem tettek lépéseket a következő szituációkban – még akkor sem, ha azok valójában megoldhatóak lettek volna. Míg azok a kutyák, melyek nem kaptak sokkokat, rögtön cselekedtek a következő helyzetekben is. A kísérletet megismételték emberi alanyokkal is (ekkor az elektromos sokkokat kellemetlen zajjal helyettesítették) és az eredmények hasonlóak lettek. Ebben az esetben a vizsgálati személyeknek egy tanulási kísérlet során azt kellett megtanulniuk, hogy egy kapcsolótáblán elhelyezett gombok megnyomásával miként tudják megszüntetni a kellemetlen zajt. Az egyik csoport számára a feladat könnyen megoldható volt, míg a másik csoport egy gomb megnyomásával sem tudta megszüntetni a zajt, mivel a kísérletvezetők úgy állították be előzetesen a rendszert, hogy a zaj ne legyen kikapcsolható gombnyomással. Az utóbbi csoportban a résztvevők egy idő után felhagytak a próbálkozással. Egy idő után visszaállították a rendszert, hogy a zaj kikapcsolható legyen gombnyomással, azonban nem minden résztvevő próbálkozott újra, még biztatásra sem. Így Seligman megalkotta a „tanult tehetetlenség” (learned helplessness) kifejezést, mely leírja azt az állapotot, amikor a várakozások szerint az eseményre adott reakciók illetve annak kimenetele kontrollálhatatlan.

## Kialakulását elősegítő tényezők
Az, hogy a jelenség mikor, valamint kinél következik be, számos tényezőtől függ. Hiroto (1974) kísérleti vizsgálatában szignifikánsan nagyobb volt a tanult tehetetlenség állapotába jutott személyek között azoknak a száma, akik az előzetesen elvégzett személyiségvizsgálatok szerint külső kontrollosoknak bizonyultak. Azok a személyek, akikre a helyzetek kontrollálása a jellemző, akár személyiségükből, vagy pozíciójukból adódóan, nagyobb valószínűséggel fognak ellenállással reagálni egy kevésbé kontrollálható szituációra, kontrollvesztésre. Azok a személyek viszont, akik életük során olyan állapotokhoz szoktak hozzá, melyekben egy külső személy, tényező befolyásolja helyzetüket, a kontrollvesztésre is nagyobb valószínűséggel reagálnak tehetetlenséggel.

## Jelentősége
A tanult tehetetlenség azóta a viselkedés elméletek egyik alapelve, mely jól ábrázolja, hogy egy korábbi tapasztalat drasztikus változást tud okozni a viselkedésben. Igyekszik megmagyarázni, hogy az egyének miért maradnak passzívak bizonyos negatív szituációkban, annak ellenére, hogy módjukban állna változtatni azon. Tehetetlenség (Helplessness, 1975) című könyvében Seligman azt magyarázza, hogy ezeknek a negatív várakozásoknak eredményeként más következményei is lehetnek a cselekvésre való képtelenségnek, mint például az alacsony önértékelés, folyamatos kudarcélmény, levertség vagy fizikai rosszullét.  Tanult tehetetlenség jelentkezhet többféle állapotnál vagy viselkedésmintánál, úgy, mint a depresszió, öregedés, siker, családon belüli erőszak, szegénység, hátrányos megkülönböztetés, nevelés, kábítószerrel való visszaélés vagy alkoholizmus.

## Tanult tehetetlenség és a depresszió összefüggése
A depresszió valamint a tanult tehetetlenség tünetei számos hasonlóságot mutatnak. Mindkettőre jellemző a kezdeményezőképesség lecsökkenése, a jövővel kapcsolatos negatív elvárások megjelenése, az étvágy csökkenése, az asszertivitás hiánya és a megváltozott időérzék, melyek következtében létrejön egy cselekvésképtelen állapot.

## Kritika
A kritikák szerint a Seligman kísérleteiből többféle következtetést is le lehet vonni, és emiatt a széles körű általánosítás indokolatlan lehet. Például, a klinikai depressziót tekintve a tanult tehetetlenség elmélet túlságosan leegyszerűsíti a betegséget, nem számolva bizonyos kognitív folyamatokkal.